# Нью-Вестон (Огайо)
]]
```
 =           р = c}}).
```

## Географія
Нью-Вестон розташований за координатами 40°20′13″ пн. ш. 84°38′37″ зх. д. / 40.33694° пн. ш. 84.64361° зх. д. (40.337024, -84.643609).  За даними Бюро перепису населення США в 2010 році селище мало площу 0,66 км², уся площа — суходіл.

## Демографія
Згідно з переписом 2010 року, у селищі мешкало 136 осіб у 45 домогосподарствах у складі 33 родин. Густота населення становила 205 осіб/км².  Було 57 помешкань (86/км²).
Расовий склад населення:
| - 97,8 % — білих - 1,5 % — чорних або афроамериканців |

До двох чи більше рас належало 0,7 %. Частка іспаномовних становила 5,1 % від усіх жителів.
За віковим діапазоном населення розподілялося таким чином: 38,2 % — особи молодші 18 років, 54,4 % — особи у віці 18—64 років, 7,4 % — особи у віці 65 років та старші. Медіана віку мешканця становила 28,0 року. На 100 осіб жіночої статі у селищі припадало 106,1 чоловіків;  на 100 жінок у віці від 18 років та старших — 90,9 чоловіків також старших 18 років.
Середній дохід на одне домашнє господарство  становив 43 462 долари США (медіана — 42 917), а середній дохід на одну сім'ю — 49 863 долари (медіана — 43 889). За межею бідності перебувало 4,3 % осіб, у тому числі 0,0 % дітей у віці до 18 років та 0,0 % осіб у віці 65 років та старших.
Цивільне працевлаштоване населення становило 44 особи. Основні галузі зайнятості: виробництво — 63,6 %, транспорт — 9,1 %, науковці, спеціалісти, менеджери — 6,8 %, мистецтво, розваги та відпочинок — 6,8 %.